# Oratorio di Santa Croce (Banari)
L'oratorio di Santa Croce è un edificio religioso situato a Banari, centro abitato della Sardegna nord-occidentale.

È consacrato al culto cattolico e fa parte della parrocchia di San Lorenzo, arcidiocesi di Sassari.

L'oratorio risulta edificato tra la fine del XVI secolo e i primi del diciassettesimo, come risulta dagli atti della visita pastorale dell'arcivescovo di Sassari Juan Morillo y Velarde avvenuta il 12 marzo 1688.